# 比角村
比角村（ひすみむら）は、かつて新潟県刈羽郡にあった村。

## 沿革
- 1889年（明治22年）4月1日 - 町村制施行に伴い刈羽郡比角村が村制施行し、比角村が発足。
- 1926年（大正15年）9月10日 - 刈羽郡柏崎町に編入され消滅。

## おもな出身者
- 品田俊平 - 宗教家。心教教祖。
- 洲崎義郎 - 比角村長。のち柏崎市長。
- 今井哲夫 - 陸上競技選手、ベルリンオリンピック出場。のち柏崎市長。